# レアル・アカデミア・エスパニョーラ
レアル・アカデミア・エスパニョーラ（スペイン語: Real Academia Española、略称：RAE）は、スペインの国立言語アカデミーである。スペイン王立アカデミーや王立スペイン学士院とも訳される。
スペイン本国のみならず中南米諸国でも幅広く使われているスペイン語の標準を規定している組織として、スペイン語圏で最も権威の高い辞書の発行に加え文法や正書法などを規定し、コーパスやスペイン語の質問への回答など情報を提供している。

## 歴史

### 設立
1700年にスペイン・ブルボン朝が成立すると、中央集権国家体制を進める中でスペイン語がスペイン唯一の公用語に制定され、公文書などでの地域語の使用が禁じられた。フランスのアカデミー・フランセーズに倣ってビリェーナ侯爵J・M・フェルナンデス・パチェコが起草し、フェリペ5世の勅令によって創設された。設立時には「Limpia, fija y da esplendor」（言語を浄化し、定着させ、それに光彩を与える）という標語が掲げられ、「スペイン語の純粋性と優雅性を培い、定着させる」ことが目的に定められた。
当初は知識人の定例会に過ぎなかったが、1754年にはフェルナンド6世によって本部が王立宝殿に移され、1793年にはカルロス4世によって旧蒸留酒専売局の建物が与えられると、1894年にはプラド美術館に隣接する現在の建物に移った。

### 言語の規範化
18世紀には『模範辞典』（1726年-1739年）、『正書法』（1741年）、『文法』（1771年）などを次々と刊行した。当時の大学ではラテン語が使用されていたが、18世紀にラテン語からスペイン語への移行が進んだ。大学での教育はラテン語からスペイン語に切り替えられ、王立アカデミーによる文法を規範とするスペイン語が初等教育を含めた教育語に採用された。1751年には大学の講義をラテン語で行うことを遵守するようにという王令が出されているが、1768年には初等教育・ラテン語・修辞学の教育をスペイン語で行うとする勅令が出されている。1780年にはスペイン全国の学校でレアル・アカデミア・エスパニョーラによる文法書を用いて初等教育を行うことが定められた。18世紀末時点での6歳から12歳の就学率は23%程度だったが、スペイン語が国家語としての地位を確立した。

### 情勢の変化
19世紀には南アメリカのスペイン語圏諸国でも相次いで言語アカデミーが設立された。レアル・アカデミア・エスパニョーラは長らく言語名として「castellano」（カスティーリャ語）を用いていたが、20世紀になって「español」（スペイン語）に変更した。1951年にはメキシコで第1回スペイン語アカデミー国際大会が開催され、スペイン語圏諸国、アメリカ合衆国、フィリピンによるスペイン語アカデミー協会(AALE)が設立されている。スペイン語アカデミー協会の本部はレアル・アカデミア・エスパニョーラの本部と同じ建物にある。
なお、各地域語の保護や発展を目的とした言語アカデミーとして、1902年にガリシア語アカデミーが、1907年にカタルーニャ研究院が、1918年にはエウスカルツァインディア（バスク語アカデミー）が設立されている。

### 現代の情勢
20世紀末以降にも『スペイン語正書法』（1999年）や『スペイン語辞典』（2001年）を刊行した。これらレアル・アカデミア・エスパニョーラの出版物はスペイン語圏諸国に広く普及している。『スペイン語記述文法』（1999年）のようにスペイン語研究者を対象とした出版物もあるが、その多くは一般家庭で好評を博している。2010年には各国のアカデミーと協力して『アカデミーアメリカ大陸スペイン語辞典』を刊行した。

## 主要出版物
- 『模範辞典』（1726年-1739年）
- 『正書法』（1741年）
- 『文法』（1771年）
- 『スペイン語辞典（スペイン語版）』（1780年）
- 『スペイン語文法』（1931年）
- 『新スペイン語文法の素描』（1973年）
- 『スペイン語正書法』（1999年）
- 『スペイン語記述文法』（1999年）
- 『汎スペイン語疑念辞典』（2005年）
- 『新スペイン語文法』（2009年）
- 『アカデミーアメリカ大陸スペイン語辞典』（2010年）

出典 : 『スペイン文化事典』

### 『スペイン語辞典』(DRAE)
もっともよく知られたレアル・アカデミア・エスパニョーラの刊行物は『スペイン語辞典』(DRAE)である。1780年の初版は『簡易な使用のため1巻に縮約したカスティーリャ語辞典』(Diccionario de la lengua castellana reducido a un tomo para su más fácil uso)という長大な書名をもっていたが、1783年刊行の第2版から『カスティーリャ語辞典』(Diccionario de la lengua castellana)という単純な名称となった。1803年の第4版からは「ch」と「ll」が1文字素として独立の見出し項目となり、通常のアルファベット26文字に「ch」「ll」「ñ」を加えた29文字がスペイン語のアルファベットとされた。スペイン帝国成立後の16世紀頃には言語名を「castellano」（カスティーリャ語）ではなく「española」（スペイン語）と呼ぶことが一般化していたが、アカデミーは『カスティーリャ語辞典』という名称を使い続けていた。
1925年刊行の第15版で『スペイン語辞典』(Diccionario de la lengua españolaに変更された。1992年刊行の第21版は多くのラテンアメリカ語法が採用され、アカデミーがスペイン語圏全体に目を向けるようになった版として注目を集めた。スペインがヨーロッパ共同体(EC)に加盟するなどの情勢の変化もあり、1994年のアカデミー内の会議で29文字をスペイン語のアルファベットとする慣習を廃止することが定められ、2001年刊行の第22版からはアルファベット26文字に「ñ」を加えた27文字が見出し項目となっている。
| - 1780年（初版） - 1783年（第2版） - 1791年（第3版） - 1803年（第4版） - 1817年（第5版） - 1822年（第6版） - 1832年（第7版） - 1837年（第8版） | - 1843年（第9版） - 1852年（第10版） - 1869年（第11版） - 1884年（第12版） - 1899年（第13版） - 1914年（第14版） - 1925年（第15版） - 1936/1939年（第16版） | - 1947年（第17版） - 1956年（第18版） - 1970年（第19版） - 1984年（第20版） - 1992年（第21版） - 2001年（第22版） - 2014年（第23版） |